# August Gaul
 (janvier 2024).
Si vous disposez d'ouvrages ou d'articles de référence ou si vous connaissez des sites web de qualité traitant du thème abordé ici, merci de compléter l'article en donnant les références utiles à sa vérifiabilité et en les liant à la section « Notes et références ».
Pour les articles homonymes, voir Gaul.

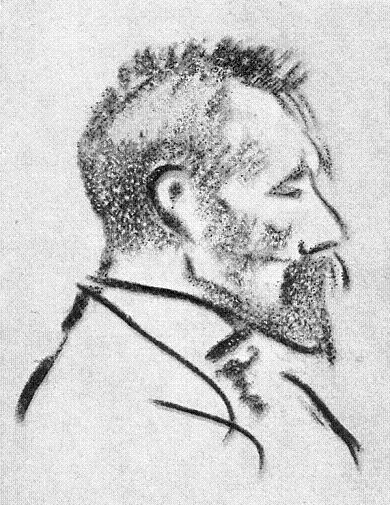
Portrait d'August Gaul
par Heinrich Zille.

August Gaul né le 22 octobre 1869 à Hanau (province de Hesse-Nassau) et mort le 18 octobre 1921 à Berlin, est un sculpteur animalier allemand. Il appartient à la tendance moderne de l'école de sculpture de Berlin.

## Biographie

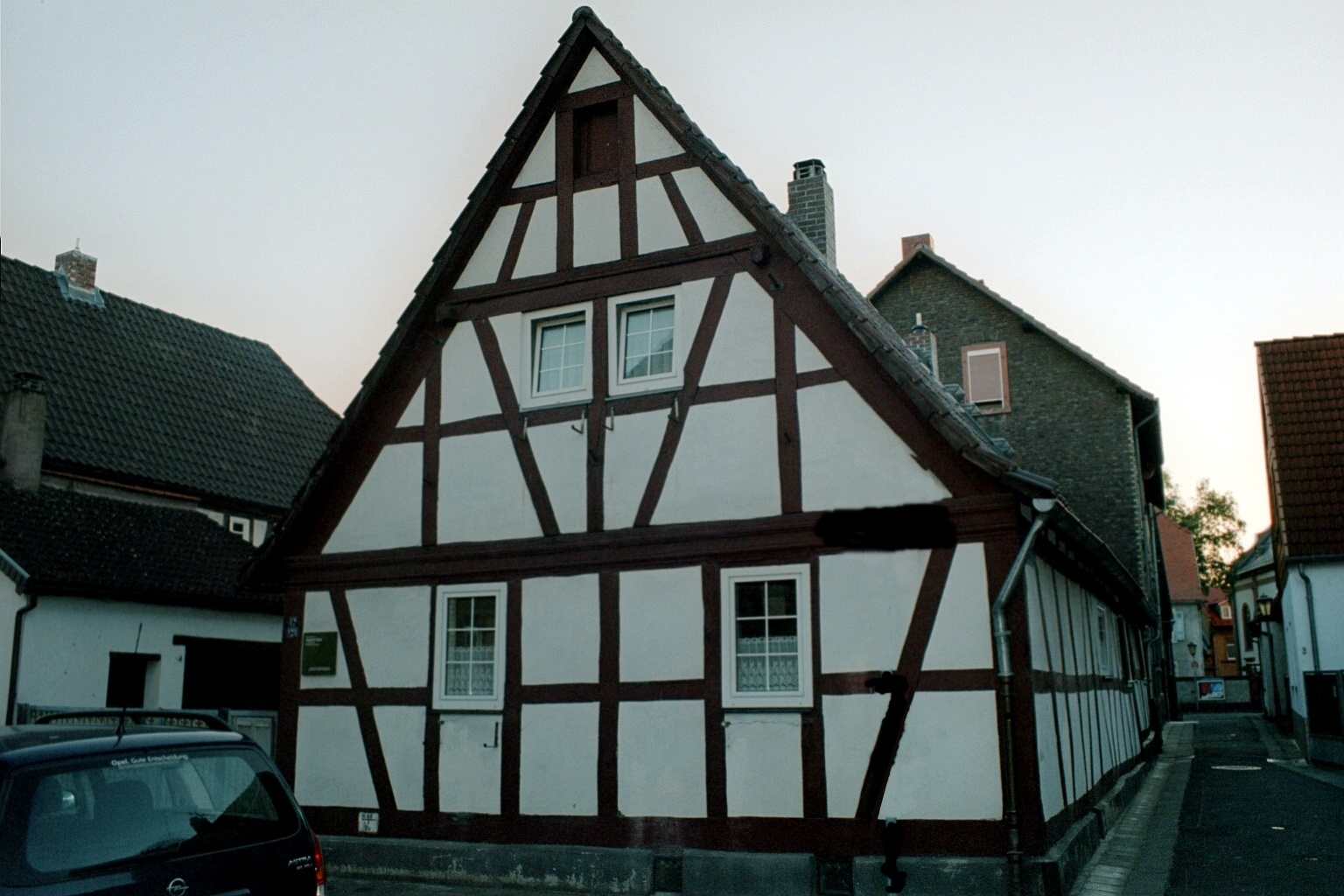
Maison natale d'August Gaul à Hanau.

À l'âge de 13 ans, il assiste aux cours de dessin de l'Académie royale de dessin de la ville d'Hanau (de). Il passe ensuite deux ans dans une usine d'argenterie domestique.
En 1888, il se rend avec le soutien de son ancien professeur d'art à Berlin, dans l'atelier du sculpteur Alexander Calandrelli. Il enrichit son style en suivant les cours à l'Institut d'enseignement du musée des Arts décoratifs de Berlin. Il y obtient un laissez-passer gratuit permanent pour le zoo de Berlin, où il peut perfectionner sa passion des représentations animales.
De 1894 à 1898, il travaille à l'atelier du sculpteur Reinhold Begas.
En 1898, il participe à la fondation de l'association artistique Berliner Secession avec Max Liebermann, Walter Leistikow et Louis Tuaillon.
Après un voyage d'étude en Italie, il rejoint le groupe artistique d'Adolf von Hildebrand.
En 1912, il travaille pour le marchand d'art Paul Cassirer.
Il construisit devant le tribunal régional et d'arrondissement de Königsberg la sculpture Kämpfende Wisente (de) en 1912.
Les sculpteurs Heinrich Zille et Ernst Barlach faisaient partie de son cercle d'amis. Il est enterré au cimetière de Dahlem.

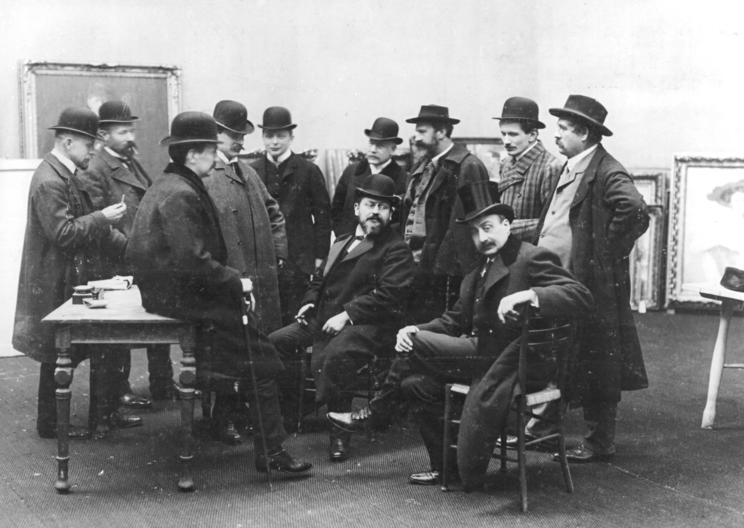
August Gaul (2e à partir de la gauche) lors d'un jury de la Berliner Secession en 1908 à Berlin.

## Illustrations

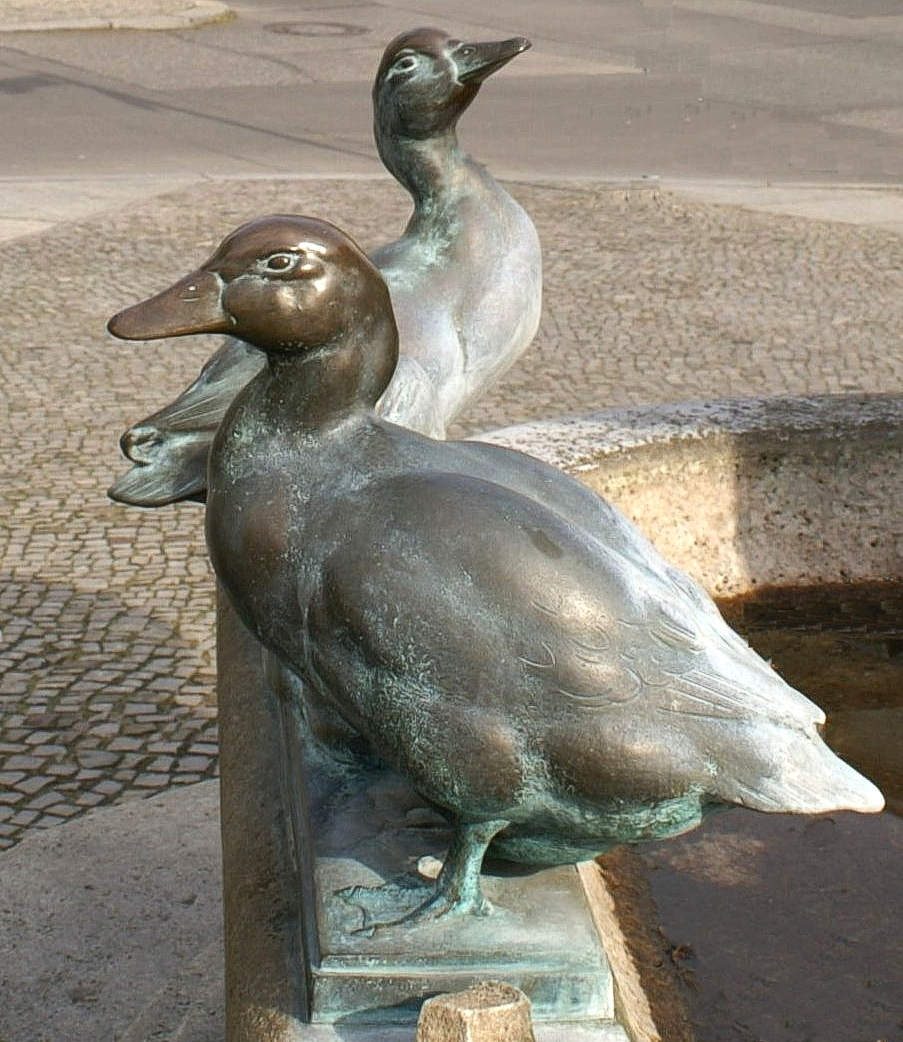
Fontaine aux canards (de) à Berlin.
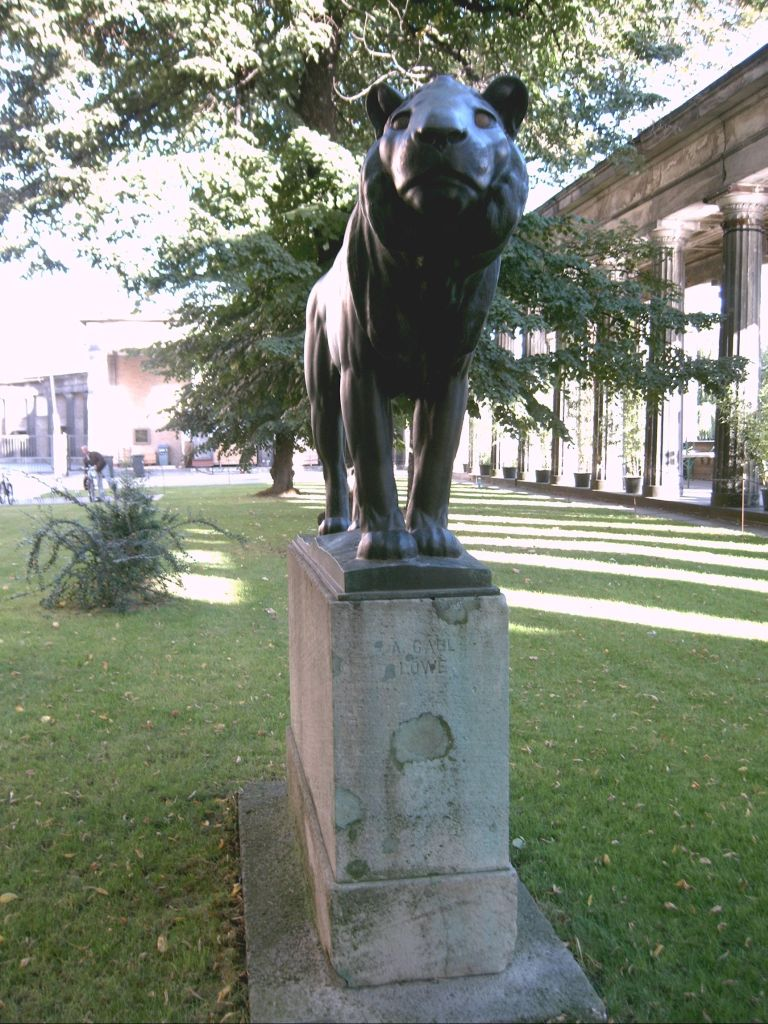
Statue de lion à Berlin.
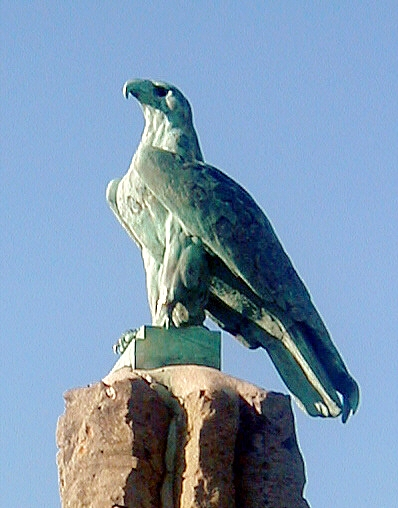
Aigle au sommet du Wasserkuppe.
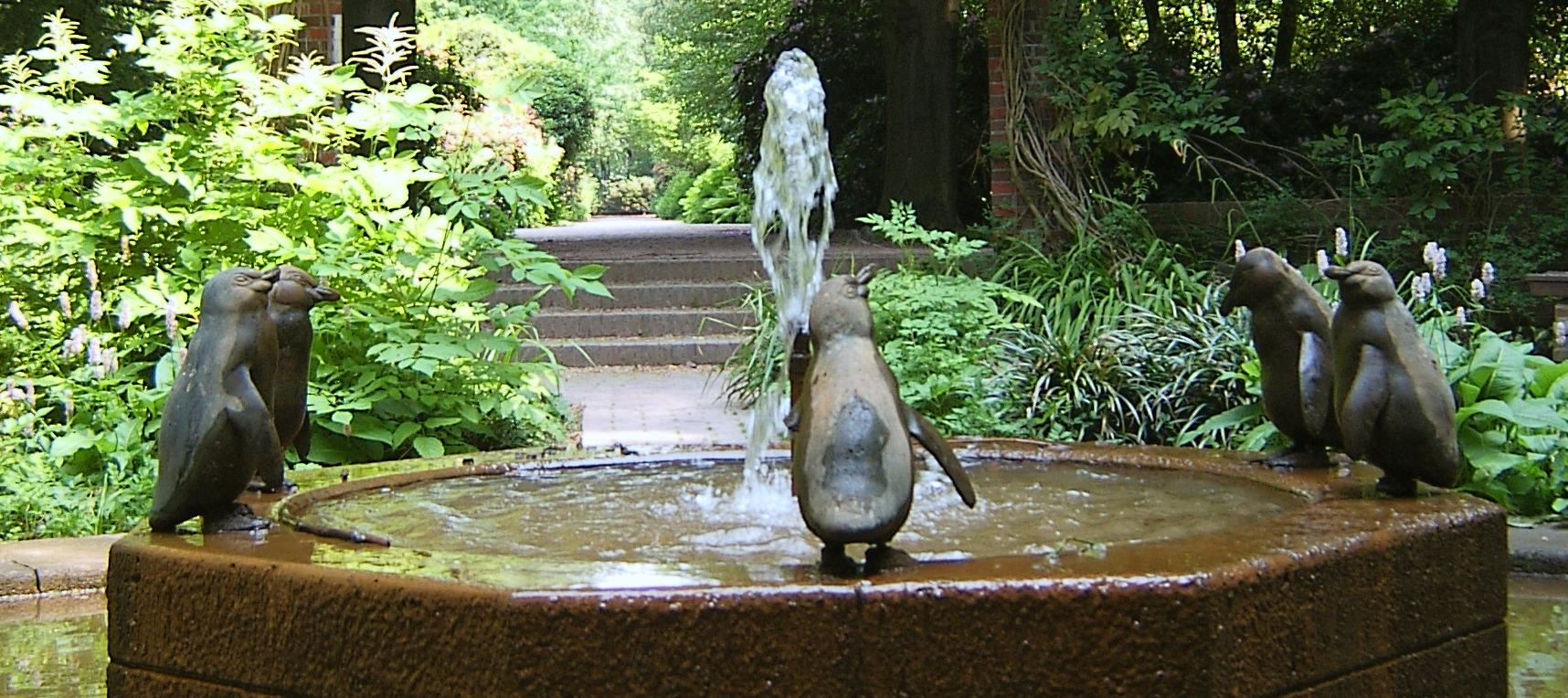
Fontaine aux manchots à Hambourg.
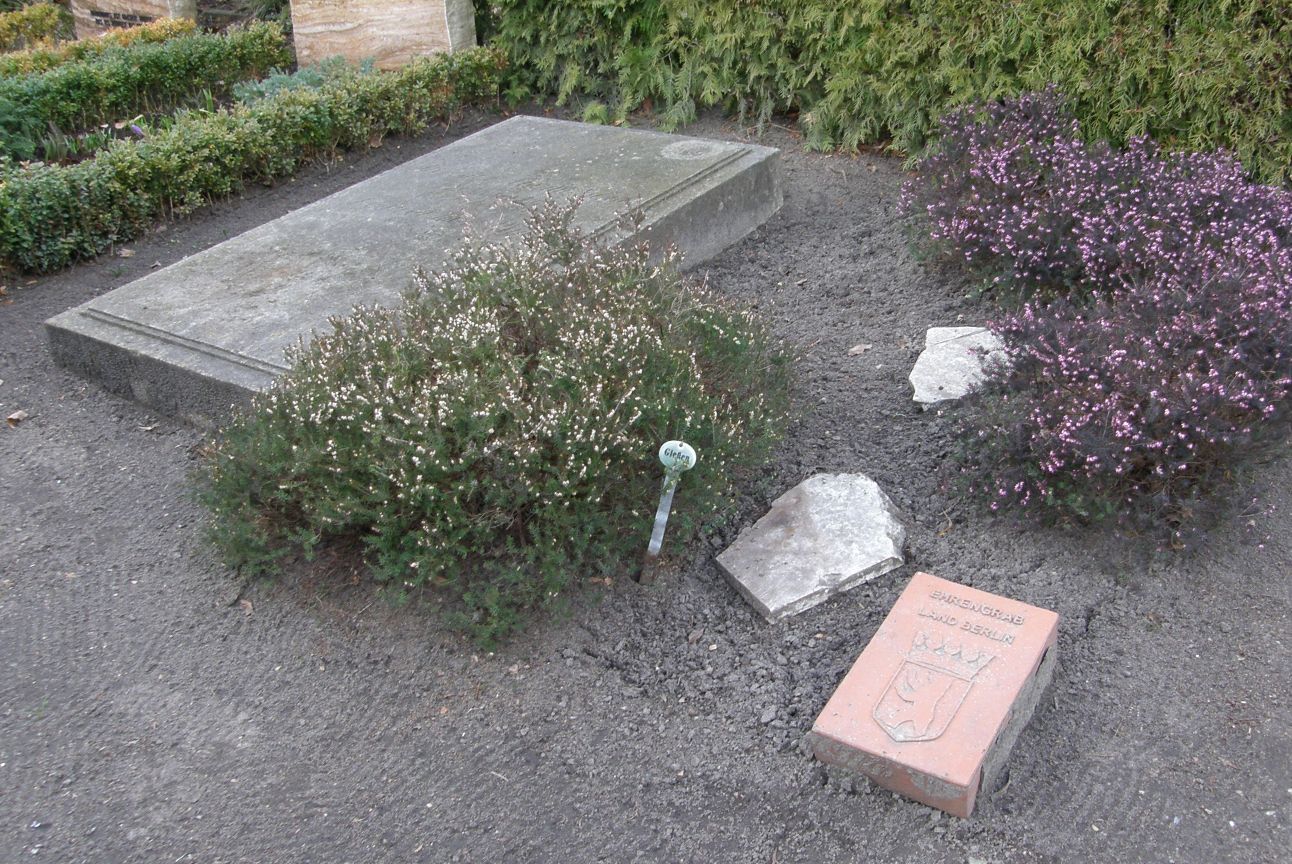
Tombe d'August Gaul à Dahlem (Berlin).